# Fallout
Fallout er det første spil i Fallout serien af RPG computerspil. Spillet er udviklet af Black Isle Studios og udgivet af Interplay i 1997. Spillet er kendt for sin post-apokalyptiske stemning og yderst sorte humor. Spillet gør i personskabelses fasen brug af SPECIAL Systemet. Efterfølgeren Fallout 2 udkom i 1998. Spillets handling foregår på USAs vestkyst i 2161 efter en voldsom 3. Verdenskrig ført med atomvåben har lagt jorden stort set øde.

## Historie
Man starter spillet som en indbygger,(som går under navnet Vault Dweller i senere Fallout spil), der har boet hele sit liv i atombunkeren Vault 13. Da computeren, der styrer vandforsyningen bryder sammen, bliver denne indbygger udvalgt af bunkerens 'Overseer' til at opsøge verden udenfor bunkeren for at finde en chip til at reparere computeren med. Det er under denne jagt, at han til sin rædsel opdager, at en mutanthær er på vej imod hans bunker for at dræbe alt liv. Han opsøger derefter mutanthærens leder 'The Master' og dræber ham og ødelægger mutanternes base. Da indbyggeren vender tilbage til Vault 13, bliver han modtaget af Overseer'en, der fortæller, at han har ændret sig så meget psykologisk efter mødt verden udenfor, at han af sikkerhedshensyn ikke kan blive i Vault 13. Indbyggeren bliver derefter udvist til ødemarken.
Hvis spilleren har opført sig yderst ondskabsfuldt igennem hele spillet eller har evnen 'Bloody Mess', udløser det en alternativ slutning, hvor indbyggeren trækker sit våben og gennemhuller Overseer'en.